# Franziska von Karma
Franziska von Karma, connue sous le nom de Mei Karuma (狩魔 冥, Karuma Mei)  en japonais, est un personnage de la série Ace Attorney . Elle est apparue pour la première fois en tant que procureur rival du protagoniste Phoenix Wright dans Phoenix Wright: Ace Attorney - Justice for All, remplaçant l'ancien rival Miles Edgeworth en raison du créateur Shu Takumi ne voulant pas qu'Edgeworth continue de perdre contre Phoenix en raison de la popularité d'Edgeworth auprès des fans. Elle brandit un fouet contre Phénix, les témoins, le juge et d'autres, et croit en l'aspiration à la perfection. Elle professe son désir de vaincre Phoenix, mais n'y parvient finalement jamais, en partie parce qu'elle a été abattue dans le cadre d'un complot mené par l'un des accusés de Phoenix pour affaiblir les efforts visant à le poursuivre. Sa vengeance se révèle être un désir de surpasser Edgeworth, qui n'avait jamais battu Phoenix auparavant. Elle réapparaît dans plusieurs titres ultérieurs, servant parfois d'alliée à Edgeworth.
Franziska a été créé par Shu Takumi et conçu par Tatsurō Iwamoto. Takumi a déclaré qu'il avait travaillé pour s'assurer que les personnages de Justice for All soient plus extravagants que le premier, exprimant sa conviction que Franziska l'a parfaitement démontré. Elle a reçu un accueil généralement positif, identifiée par The Guardian comme l'un des personnages féminins les plus intéressants des jeux vidéo. Sa relation avec Edgeworth et son père a fait l'objet de commentaires, tout comme son utilisation d'un fouet, que certains critiques ont jugée ennuyeuse ou extravagante.

## Apparitions
Franziska apparaît pour la première fois en tant que procureur rival du protagoniste Phoenix Wright dans Phoenix Wright : Ace Attorney – Justice for All qui a tendance à utiliser son fouet sur les gens et croit en la perfection par-dessus tout. Elle est la fille de 18 ans de Manfred von Karma, l'un des principaux antagonistes du premier Phoenix Wright : Ace Attorney, qui a servi de mentor à elle et à Miles Edgeworth dans leur enfance. Franziska, devenu procureur à l'âge de 13 ans, se rend à Los Angeles et remplace Edgeworth en tant que rival de Phoenix dès le premier match, et poursuit la défaite de Phoenix par vengeance. Elle perd chaque cas contre Phoenix, devant finalement être remplacée en raison d'une blessure causée par un assassin pour assurer la victoire du client de Phoenix, que Phoenix défendait sous la contrainte en raison de l'enlèvement de Maya Fey . Elle aide finalement à prouver que son client a violé le contrat avec l'assassin, permettant à Phoenix de le faire reconnaître coupable. Elle part en colère après que Phoenix ne soit pas contrarié d'avoir perdu, mais jure de continuer à poursuivre après une conversation avec Edgeworth. Elle réapparaît plus tard dans Trials and Tribulations, remplaçant le procureur disparu Godot lors d'un procès tandis qu'Edgeworth remplace Phoenix en tant que défenseur. Elle apparaît également dans Ace Attorney Investigations: Miles Edgeworth et sa suite, Prosecutor's Gambit, travaillant avec Interpol sur une enquête sur un réseau de contrebande et aidant par intermittence Edgeworth dans ses propres enquêtes.

## Concept et création
Franziska von Karma a été créée par le créateur de la série Shu Takumi . Elle a été créée pour remplacer Miles Edgeworth pour Justice for All en tant que procureur du jeu. Cela était dû au sentiment qu'il serait triste si Edgeworth continuait à perdre contre Phoenix, en partie à cause de sa popularité, choisissant plutôt d'avoir un nouvel adversaire pour Phoenix. Cela l'a obligé à réécrire la plupart des dialogues du jeu. Takumi a expliqué que dans le premier jeu, les personnages étaient conçus pour être « réels mais pas réels », mais que dans le deuxième jeu, les personnages étaient censés paraître « 100% hors de ce monde ». Il a estimé que Franziska représentait parfaitement cela en raison de son utilisation d'un fouet contre les témoins, les avocats et le juge, bien qu'il ait été surpris que personne dans l'équipe ne trouve l'idée ridicule. Elle a été conçue par Tatsurō Iwamoto, qui a déclaré que les gens disaient qu'il n'était pas doué pour dessiner des filles, bien qu'il ait estimé qu'il avait réussi à surmonter cette perception. Sa scène finale dans Justice for All, où elle pleure, n'était pas prévue à l'origine, bien que Takumi ait estimé qu'elle pourrait être importante, il a donc commandé l'animation à Iwamoto, pensant qu'elle finirait par pleurer. Il a rapidement créé l'épilogue après ne pas avoir utilisé l'animation de pleurs pendant le jeu. Iwamoto sentait qu'elle ne pleurerait pas comme une fille ordinaire en raison de son âge. Il a déclaré que ses recherches sur les visages en pleurs avaient été faites pour Pearl Fey, une jeune fille, ce qui faisait que les pleurs de Franziska semblaient enfantins.
Franziska a tendance à mépriser les autres, à les traiter d'idiots, à leur donner des « surnoms agaçants » et à utiliser son fouet sur les gens pour obtenir ce qu'elle veut ou pour les intimider. Elle aspire à prouver qu'elle est aussi grande que son père, Manfred von Karma.
En japonais, le nom de Franziska, Mei, utilise le kanji pour « sombre ». La localisatrice Janet Hsu a trouvé Franziska particulièrement agréable à écrire dans Justice for All. Franziska est doublée en anglais et en français par Janet Hsu. Dans l'adaptation scénique de Justice pour tous, Franziska est interprétée par Fujisaki Arisa et Seren Kusunoki. Kusunoki a déclaré qu'elle était semblable à Franziska en raison de sa personnalité dure et de son incapacité à être mignonne, tandis qu'Arisa sentait qu'elle était à l'opposé de Franziska. Arisa a exprimé qu'elle était inquiète de son portrait en raison de sa popularité. Ils ont tous deux regardé des images de Franziska pour se préparer à leur rôle. Elle est doublée par Miyuki Sawashiro dans la version CD dramatique incluse dans la sortie de Phoenix Wright: Ace Attorney Trilogy.

## Réception
Franziska von Karma a reçu un accueil généralement positif. Le personnel du Guardian considérait Franziska comme l'un des personnages féminins les plus intéressants des jeux vidéo, déclarant qu'elle était une « jeune femme incroyablement accomplie et intimidante d'intelligence » malgré son tempérament et sa violence, en partie grâce à sa réussite à l'examen du barreau à 13 ans. Katharine Shotgun, l'écrivaine de Rock Paper Shotgun, la considérait comme son procureur préféré. Elle a exprimé qu'elle ne se souciait pas d'elle dans Justice for All parce qu'elle trouvait son utilisation du fouet et ses cris ennuyeux, mais elle a fini par l'apprécier lorsqu'elle est réapparue dans Trials and Tribulations . Elle a apprécié d'en être sortie avec une vision plus mature de ce que signifie être procureur et d'avoir surmonté son désir d'être à la hauteur de son père. Mikel Reparaz, scénariste de GamesRadar+, a estimé qu'elle était un ajout intéressant à Justice for All au départ, mais a déclaré qu'elle était devenue ennuyeuse après un certain temps. Il l'a comparée à Edgeworth, qui, selon lui, s'est développée et est devenue sympathique dès le premier jeu, tout en estimant que son « truc » était terminé à la fin du jeu. La scénariste de Game Watch, Asami Rina, a exprimé son enthousiasme à l'idée de voir Miles et Franziska s'affronter au tribunal dans Trials and Tribulations, déclarant son plaisir de voir des scènes dans le jeu en plus de Phoenix combattant un procureur. Elle a déclaré qu'elle n'avait pas pu s'empêcher de lever les poings et de crier avec enthousiasme lorsque Franziska était apparue, et que si cela avait été Miles contre Godot, cela aurait manqué d'excitation. Elle a estimé que le cinquième épisode dans lequel cette scène s'est produite avait été parfaitement orchestré pour que cela se produise. Les auteurs de RPGFan, Michael Sollosi, Brigid Choi, Keegan Lee et Stephen Meyerink, ont expliqué que le personnage de Franziska présentait de nombreuses invraisemblances, notamment le fait d'être relativement jeune en tant que procureur et de fouetter le juge au tribunal. Lee a trouvé son utilisation d'un fouet très invraisemblable, discutant également du fait qu'elle souffrait du « syndrome d'Harry Osborn » où il a déclaré qu'elle blâmait Phoenix pour avoir souligné les méfaits de son père.